# Makara
|  | No s'ha de confondre amb Set Germanes (mitologia aborigen australiana). |

Makara (sànscrit: मकर) és una criatura marina de la mitologia hindú.
Apareix en moltes formes diferents ja sigui d'un cocodril, un tauró o un dofí. Segons altres, té cap i peus d'antílop, closca de tortuga, de color verd i blau. Apareix tant en la mitologia hinduista com la budista. Es diu que tenia cap de cocodril, de gavial (un tipus de cocodril del nord de l'Índia, de morro llarg), d'elefant, de bhulan(un dofí d'aigua dolça) o de cérvol. A la part inferior hi tenia una cua de peix, de paó o fins i tot una cua en forma de fulla.
En els inicis de la civilització índia es concebia aquest animal com un símbol de tot el que és desconegut en el mar i les aigües, de la mateixa manera també serà símbol de la vida vegetal, les plantes, però també les aigües. Simbolitza la força aquàtica de la naturalesa primitiva.
És la muntura o vehicle (en sànscrit: vahana) del déu del mar, Varuna (el déu hindú de les aigües, la foscor i allò desconegut) i que coincidirà amb aquest perquè tots dos són representants de la foscor. Sovint veurem que el vahana és un representant i un complement a un déu. També és la muntura de la deessa Ganga, relacionada amb un dels rius amb més significació espiritual per l'hinduisme: el riu Ganges. I també es pot veure fent companyia a la deessa dels arbres budista, Shalabhanjika, una tipologia de yakshini.
En el zodíac hinduista, Makara, representa el símbol de Capricorn.

## La doble naturalesa de Makara
Makara, segons el context on el tenim representat o descrit, pot tenir connotacions positives o negatives. Sempre té aquestes dues cares i és ambivalent.
Per una banda, és un ésser amb moltes qualitats positives i part de la societat s'encomanarà a aquest per gaudir de la seva protecció. Per exemple, se sap que alguns vaixells de les cultures antigues de la Vall de l'Indus portaven a la proa, tallada, la figura d'un Makara que servia de talismà contra els cocodrils o pels terrors del mar i de les aigües en general. Podem trobar proves d'aquest fet en representacions al complex de les coves d'Ajanta o en el poema bengalí Chandi. Fins i tot de forma més recent als nostres dies encara podem trobar aquest símbol protector en alguns vaixells de Bengala.
Makara, però, també podia ser perillós i una amenaça. Aquesta criatura també era un símbol que sempre el podem associar amb la imprevisió que representen els elements naturals (sobretot l'aigua) i les forces que governen la vida, la natura i els destins de tots els éssers vius en general.
Aquesta doble vessant recorda que Makara es comporta com l'aigua, el medi on es suposa que viu. Així doncs, l'aigua i el propi Makara són generadors de vida i protectors d'aquesta, però al mateix temps, tenen el potencial per ser molt destructius o fins i tot letals.

## Makara en l'art

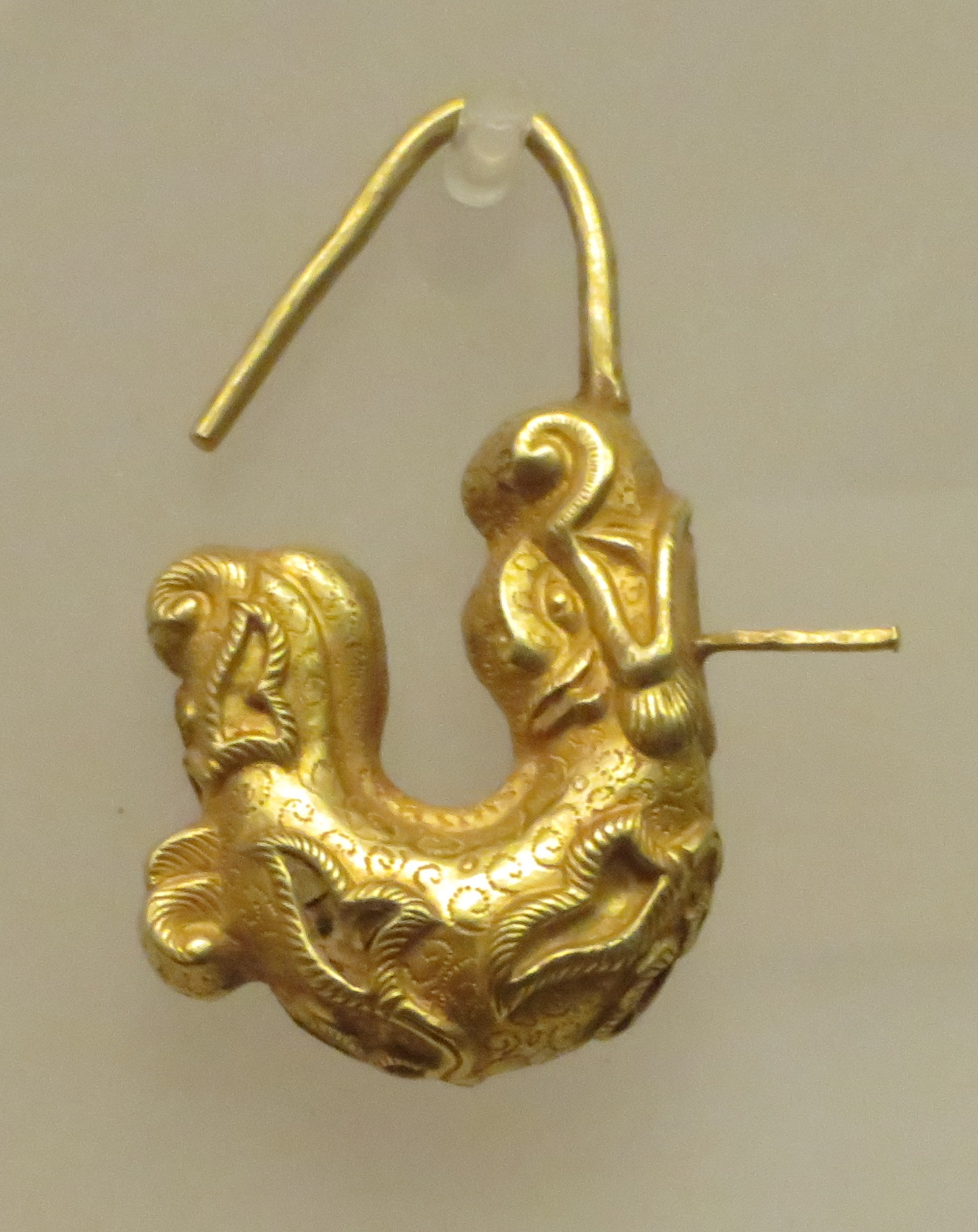
Arracada d'or en forma de Makara (Museu Provincial de Mongolia Interior).

Aquest ésser apareix representat des de temps molt antics en tota mena de manifestacions artístiques. Al segle iii aC ja el podem veure a les coves de Lomas-Rishi a Barabar. També el trobem en altres suports com per exemple a empunyadures d'espases, monedes, escultures, braçalets, arracades, porcellanes i vaixelles. En altres paraules, el podem veure representat en grans formats, com també en objectes més petits, i fins i tot ordinaris. Sovint també es troba en motius simbòlics i decoratius.
Però el lloc on esdevé més habitual trobar-lo representat és en temples, juntament (o no) amb el déu que transporti, que depèn de cada cas en concret. No és descartable trobar-lo com una solució o complement de l'arquitectura, ja que el podem veure a relleus a la torana (entrada) d'algun edifici, els llindars de les portes o com un imaginatiu recurs per configurar un arc, capitells o mènsules. També podrem veure representacions d'aquest ésser, en contextos reials, com seria el cas d'arquitectures de Sri Lanka o també en entorns religiosos com per exemple en algun stupa com el de Bharhut o el temple de Konark. No és difícil confondre aquest ésser amb la representació d'un cocodril o un drac. Que sigui la muntura de la deessa Ganga (juntament amb altres atributs que aquesta deessa acostuma a portar), ens ajuda a distingir-la d'altres deesses i personatges femenins que puguin aparèixer amb aquesta.

Aquesta criatura de vegades la veurem amb la boca un xic oberta i entre les seves dents hi subjecta metàfores de conceptes. Aquestes metàfores sovint estan representades per humans adults (com a símbol d'involució) o en certs casos nens (símbol de desenvolupament i evolució), seguint el model d'altres representacions de dracs i cocodrils. També és possible veure el Makara amb algun altre animal entre les dents, sobretot peixos i que tindran altres significats.

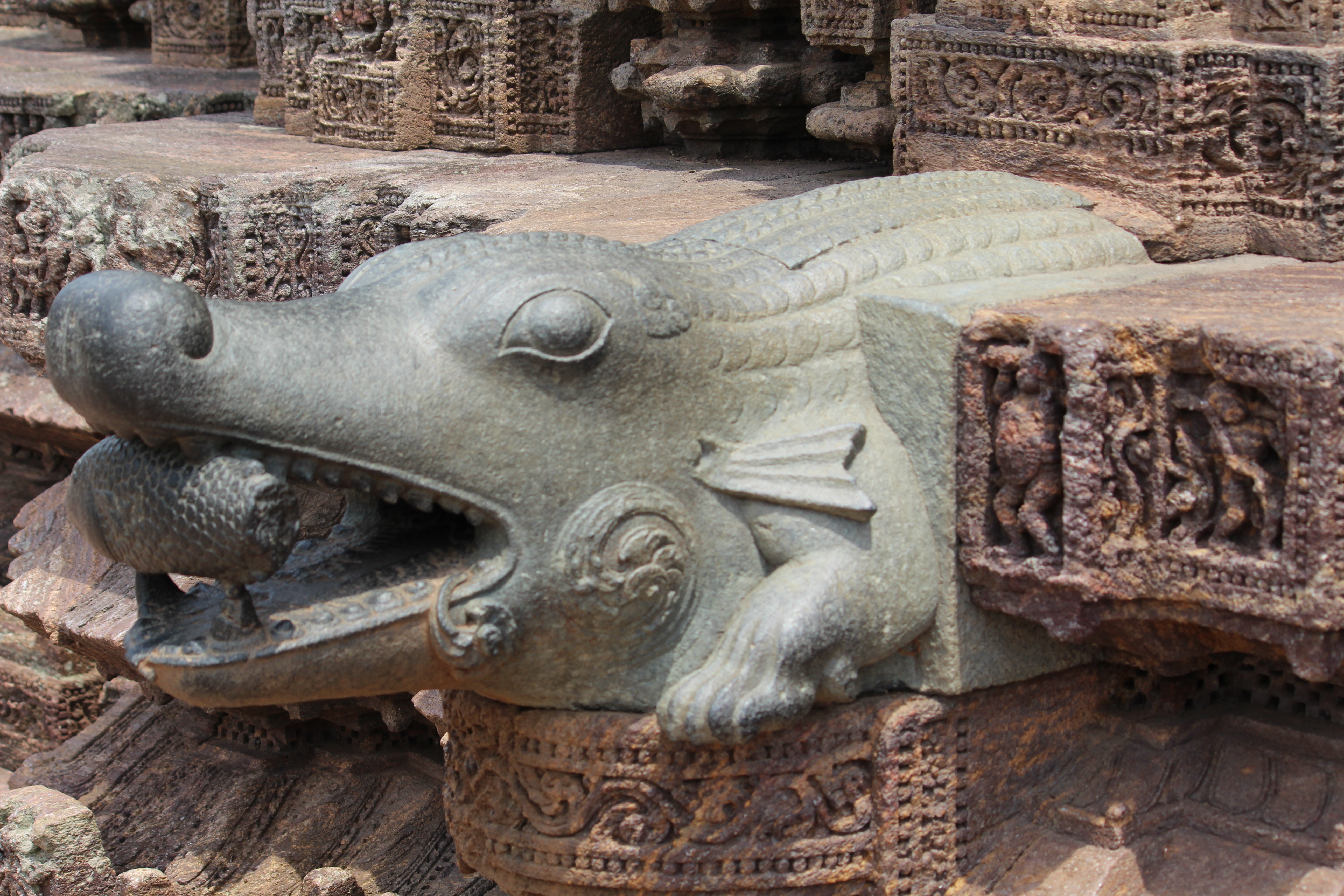
Motiu esculpit en forma de Makara en el temple del sol de Konark.

Pel que fa a la geografia, s'han trobat representacions i referències literàries a aquesta criatura per molts territoris que comprenen grans zones del continent asiàtic com poden ser per exemple: Índia, Tailàndia, Tibet, Sri Lanka o Indonèsia.